# زبیر بن عبدالمطلب
زبیر بن عبدالمطلب از پسران شیبة بن هاشم و فاطمه بنت عمرو بود و ازاین‌رو یکی از عموهای محمد است. او برادر ابوطالب و عبدالله، پدر محمد بود.